# Zaur Szvanadze
Zaur Szvanadze, grúzul: ზაურ სვანაძე (Kutaiszi, 1958. január 23. –) grúz labdarúgó, középpályás, edző.

## Pályafutása

### Játékosként
1976 és 1980 között a Torpedo Kutaiszi, 1981 és 1989 között a Dinamo Tbiliszi labdarúgója volt. Tagja volt az 1980–81-es idényben KEK-győztes Dinamo csapatának. 1990 és 1995 között Svédországban játszott. 1990-ben az IFK Holmsund, 1991-ben az Umeå FC, 1991–92-ben a Motala AIF, 1993 és 1995 között a Gällivare Malmbergets FF játékosa volt.

### Edzőként
1995-ben utolsó csapatánál a svéd Gällivare Malmbergets FF együttesénél kezdte edzői pályafutását, ahol 2000-ig tevékenykedett. 2001 és 2003 között a Lokomotivi Tbiliszi segédedzője, majd vezetőedzője volt. 2005–06-ban a Dinamo Tbiliszi segédedzőjeként dolgozott. 2006 és 2008 között a grúz válogatott mellett volt segédedző, majd 2008–09-ben a grúz U19-es csapat szövetségi kapitánya volt. 2009 és 2011 között a grúz U21-es válogatott segédedzőjeként tevékenykedett. 2012 és 2017 között az azeri İnter csapatánál dolgozott. 2015-ig segédedzőként, majd vezetőedzőként. 2018–19-ben a Dinamo Tbiliszi szakmai munkáját irányította. 2019-től ugyanitt segédedzőként dolgozik.

## Sikerei, díjai
Dinamo Tbiliszi
- Kupagyőztesek Európa-kupája (KEK)
  - győztes: 1980–81